# Pole Position (datorspel)
Pole Position (ポールポジション Pōru Pojishon?) är ett Formel 1-racingspel utvecklat av Namco. Det utgavs ursprungligen som arkadspel 1982.

### Fotnoter
1. ↑  ”Pole Position [Cockpit model”] (på engelska). Arcade Hstory. 18 mars 1982. http://www.arcade-history.com/?n=pole-position-cockpit-model&page=detail&id=21234. Läst 14 maj 2015.
2. ↑  ”Pole Position” (på engelska). Mobygames. 18 mars 1982. http://www.mobygames.com/game/pole-position. Läst 14 maj 2015.